# Ángel Expósito
Ángel Expósito Mora (Madrid, 15 de abril de 1964) es un periodista español, presentador y director de La Linterna de COPE. Es tío de la actriz Ester Expósito.

## Biografía
Es licenciado en Periodismo en la facultad de Ciencias de la Información de la Universidad Complutense de Madrid.
Fue director de la agencia de noticias Europa Press (1998-febrero de 2008). A esta agencia accedió en segundo curso de la carrera, cuando comenzó como becario en la sección de reportajes. De ahí pasó, con veintisiete años, a redactor jefe adjunto al director; y ya con veintinueve años asumió el cargo de subdirector de EP Noticias.
A partir de ahí, colaboró en Alto y claro y El círculo, de Telemadrid; en 59 segundos, de TVE; en 24 horas, de Radio Nacional de España; en el diario La Vanguardia con un artículo semanal bajo el epígrafe El mirón perplejo y en el diario económico Negocio con uno quicenalmente. Desde principios de 2002 y hasta su nombramiento como director de ABC, moderó los Desayunos informativos de Europa Press. También participó en las tertulias de La respuesta (2003-2004), Ruedo ibérico (2004-2006) y Lo que inTeresa (2006), todos ellos en Antena 3 Televisión y se encargó del resumen de prensa en La linterna de la Cadena COPE, de 24 horas de Radio Nacional y en La brújula de Onda Cero. Entre 2008 y 2014, colabora también en La noche en 24 horas del canal 24 horas. Fue, de 2008 a 2010, director del periódico ABC. Y entre 2010 y 2011 condujo el espacio de análisis político Noche 10 y el informativo de La 10, una cadena de televisión generalista para España del grupo Vocento.
En la temporada 2012/2013 fue el director y presentador de Primera Plana, el informativo de mediodía de la extinta ABC Punto Radio. Desde el 18 de marzo de 2013 realiza esa misma función en la Cadena COPE en el informativo Mediodía COPE,  además de colaborar como tertuliano en otros espacios de la emisora como en La Mañana de COPE.
Durante la temporada 2014-2015 se hace cargo de la parte informativa de La Mañana de COPE tras la salida de Ernesto Sáenz de Buruaga.
El 25 de agosto de 2015 empieza a presentar La Tarde en sustitución de Ramón García y desde el 1 de septiembre de ese mismo año colabora en Herrera en COPE.
Tras la salida de Juan Pablo Colmenarejo de COPE, el 27 de agosto de 2018 comienza a dirigir La Linterna, programa que sigue presentando desde entonces.

## Premios y distinciones
- Premio Antena de Oro (2015) otorgado por la Federación de Asociaciones de Radio y Televisión de España en la categoría de radio por su trabajo en La Tarde, el magacine que presenta en COPE.
- Premio Habecu General Nieva (2022), otorgado por la Hermandad de Amigos del Benemérito Cuerpo (Habecu) por "haber contribuido a la consecución de la imagen de Institución moderna y ejemplar de que goza hoy el Cuerpo de la Guardía Civil, y a enaltecer su nombre, difundiendo sus acciones beneméritas".[8]
- Premio Luis del Olmo de Radio (2024), de la Academia Española de la Radio. [9]